# Pauwels Sauzen
Pauwels Sauzen is een Belgische sauzenfabrikant uit 1909.

## Geschiedenis
In 1909 startte Auguste Pauwels samen met zijn vrouw Henriette De Pauw in Borgerhout met de productie van mosterd. Auguste noemde zijn mosterdfabriek "Pauwels", naar zichzelf. Hij leverde de mosterd, maar ook andere producten zoals azijn, met paard en kar in en rond Antwerpen. Nadien kwamen ook pickles en mayonaise in het assortiment. Auguste Pauwels werd opgevolgd door zoon Henri Pauwels. Deze richtte in 1949 de naamloze vennootschap Pauwels NV op. In 1988 werd in Oelegem een nieuwe sauzenfabriek gebouwd. Begin jaren negentig kende het bedrijf een hoge vlucht door als eerste saus in plastic drukflessen te verkopen aan de discounters Aldi en Lidl. Het bedrijf bleef tot 1994 in handen van de familie Pauwels.

## Overnames
Pauwels NV nam rond 1995 de firma Fort over en groeide verder in de export van sauzen en in de productie van private label sauzen voor de retailindustrie. In 2011 werd het bedrijf Vleminckx in Herent overgenomen.

## Frituurmarkt
De naam Pauwels Sauzen komt voornamelijk terug in de Belgische frituren. In de retailindustrie produceert Pauwels private label sauzen voor onder meer Carrefour, Aldi en Lidl.

## Retailmarkt
Na meer dan 112 jaar uitsluitend sauzen maken voor professionele klanten (B2B of Business to Business) besloot Pauwels uit te breiden naar B2C (Business to Consumer). Het bedrijf creëerde een reeks van 9 sauzen die vanaf 1 juni 2021 rechtstreeks door de consument onder het label 'Pauwels' konden aangekocht worden in diverse supermarkten.

## Prijzen
Op 8 maart 2017 won Pauwels Sauzen de Trends Gazellen Award voor regio Antwerpen in de categorie grote bedrijven. Trends Magazine verkoos Pauwels Sauzen als snelste groeier in de provincie Antwerpen met een omzet van 150 miljoen euro en 300 werknemers. Met een jaarlijkse productie van bijna 100.000.000 kg aan sauzen behoorde Pauwels volgens Trends tot een van de grootste sauzenproducenten van Europa.

## Sportsponsoring

### Veldrijden
Eind 2016 werd Pauwels Sauzen de hoofdsponsor van een Vlaams wielerteam, het Pauwels Sauzen-Vastgoedservice Cycling Team. In 2016 reed wereldkampioen Wout van Aert nog voor het team. Op 23 december 2016 werd Jens Adams kopman van de ploeg.
In mei 2019 smolt het team Pauwels Sauzen-Vastgoedservice samen met het team Marlux-Bingoal. Hierdoor ontstond Pauwels Sauzen-Bingoal. Door deze fusie kwamen Michael Vanthourenhout en Laurens Sweeck samen in 1 ploeg te zitten. Manager van het team werd Jurgen Mettepenningen. Sterkhouders in dit team anno 2021 zijn Eli Iserbyt, Laurens Sweeck, Michael Vanthourenhout en Denise Betsema.

### Wegwielrennen
In januari 2021 zette Pauwels haar eerste stap in het wegwielrennen als nieuwe sponsor van Bingoal-WB. De ploeg kreeg de naam Cycling Team Bingoal Pauwels Sauces WB. Het team is actief als pro-continentale ploeg in de continentale circuits van de UCI.